# Haminah Hamidun
Titres
Sultane de Kedah
25 décembre 1975 – 11 septembre 2017
(41 ans, 8 mois et 17 jours)
Reine de Malaisie
13 décembre 2011 – 12 décembre 2016
(4 ans, 10 mois et 30 jours)
Reine de Malaisie
21 septembre 1970 – 20 septembre 1975
(4 ans, 11 mois et 30 jours)
Haminah binti Hamidun, née le 15 juillet 1953 à Bagan Serai (Malaisie), est l'épouse du sultan de Kedah, Abdul Halim Muadzam Shah, de 1975 à 2017 et de ce fait reine consort de Malaisie (de 1970 à 1975 et de 2011 à 2016).